# Hermann Steinbuch

Hermann Steinbuch als Corpsstudent, um 1882

Hermann Steinbuch (* 19. Januar 1863 in Zürich; † 29. September 1925 in Bischofszell) war Offizier und Oberstkorpskommandant der Schweizer Armee.

## Leben
Hermann Steinbuch war der Sohn eines Vizedirektors der Schweizerischen Kreditanstalt, Johann-Friedrich Steinbuch von Stuttgart, und dessen Ehefrau Albertine, geb. Esslinger, von Zürich. Er besuchte das Gymnasium in Zürich, studierte von 1882 bis 1884 an der dortigen Universität Rechtswissenschaften und wurde Mitglied des Corps Tigurinia.
1886 trat er als Leutnant in die Schweizer Armee ein und wurde noch im gleichen Jahr zur Dienstleistung in einem Kölner Infanterie-Regiment kommandiert. 1890 wurde er Hauptmann im Generalstab, dem er mit kurzen Unterbrechungen bis zur Ernennung zum Divisionskommandanten (1911) angehörte. 1896 bis 1898 war er Kommandant des Schützenbataillons 6, 1898 bis 1904 Stabschef der VI. Division (zeitweilig unter dem Kommando von Ulrich Wille) und 1906 bis 1910 Kommandant der Infanteriebrigade XI. 1911 wurde er zum Oberstdivisionär und Kommandanten der 5. Division ernannt. Eine bei einem von ihm geleiteten grossangelegten Manöver im Herbst 1912 erlittene Beinverletzung wurde von Ferdinand Sauerbruch behandelt. 1919 wurde er Kommandant des III. Armeekorps und zugleich Inspektor der Gotthardtruppen und der Fliegertruppen.
Zwischen 1888 und 1912 gehörte Steinbuch ausserdem dem Instruktionskorps an, war von 1907 bis 1909 Schiessinstruktor in Walenstadt, zeitweilig auch Kreisinstruktor der 1. Division in Lausanne und Kreisinstruktor der 5. Division in Zürich. Steinbruchs Nachfolger wurde Arnold Biberstein (1865–1934).
Die Zürcher Illustrierte berichtete über die Bestattungsfeier, die in der Fraumünsterkirche stattfand.
Seine jüngere Schwester Marie Steinbuch (1864–1940) war später Schriftstellerin.